# Westerheim (Baviera)
Westerheim é um município da Alemanha, situado no distrito de Baixa Algóvia, no estado da Baviera. Tem 21,17 km² de área, e sua população em 2019 foi estimada em 2.219 habitantes.